# Lilásbarna döggomba
A lilásbarna döggomba (Entoloma porphyrophaeum) a döggombafélék családjába tartozó, Eurázsiában és Észak-Amerikában honos, nedves réteken élő, nem ehető gombafaj.

## Megjelenése
A lilásbarna döggomba kalapja 2-10 cm széles, alakja fiatalon harangszerűen kúpos, amely később szélesen kiterül, de közepén többé-kevésbé hegyes púp marad. Felszíne eleinte sugarasan szálas, nemezes, esetleg kissé pikkelykés, idősen simára, sőt fényesre kopik. Széle lehet karéjos vagy berepedezett. Színe fiatalon ibolyásbarna, szürkéslilás, idősen szürkésbarna.
Húsa vékony, puha, törékeny. Színe fehéresszürke, a kalapbőr alatt barnás. Szaga gyenge, néha kissé lisztszagú; íze előbb kissé édeskés, undorító, csípős utóízzel.
Közepesen sűrűn álló lemezei szélesek, a tönkhöz kanyarodók, néha alig érintik a tönköt. Színük fiatalon szürkésfehér, majd szürke-szürkésbarna-lilásbíborbarna lesz.
Tönkje 2-12 cm magas és 0,4-1,2 cm vastag. Alakja nyúlánk, lefelé kissé vastagodik, idősebben üregesedik. Színe világos szürkéslila, amelyen ibolyáslilás, szürkésbarna szálak futnak le. Gyengén selymes fénye lehet, töve fehéren filces.

### Hasonló fajok
A hasonló színű döggombáktól sugarasan szálas kalapja alapján különíthető el. 

## Elterjedése és termőhelye
Európában (inkább északon és nyugaton), Ázsiában és Észak-Amerikában honos. Magyarországon nagyon ritka, a hegyvidékeken és a nyugat-dunántúli dombságokon fordul elő. 
Üde, nedves talajú réteken, legelőkön, hegyvidéki lápokon, néha kiszáradó mezőkön, kaszálókon található meg. Inkább a kissé savanyú talajt kedveli. Nyár végétől késő őszig terem. 
Nem ehető, egyes rokonai, mint a nagy döggomba mérgezőek. Magyarországon 2013 óta védett, természetvédelmi értéke 5000 Ft. 

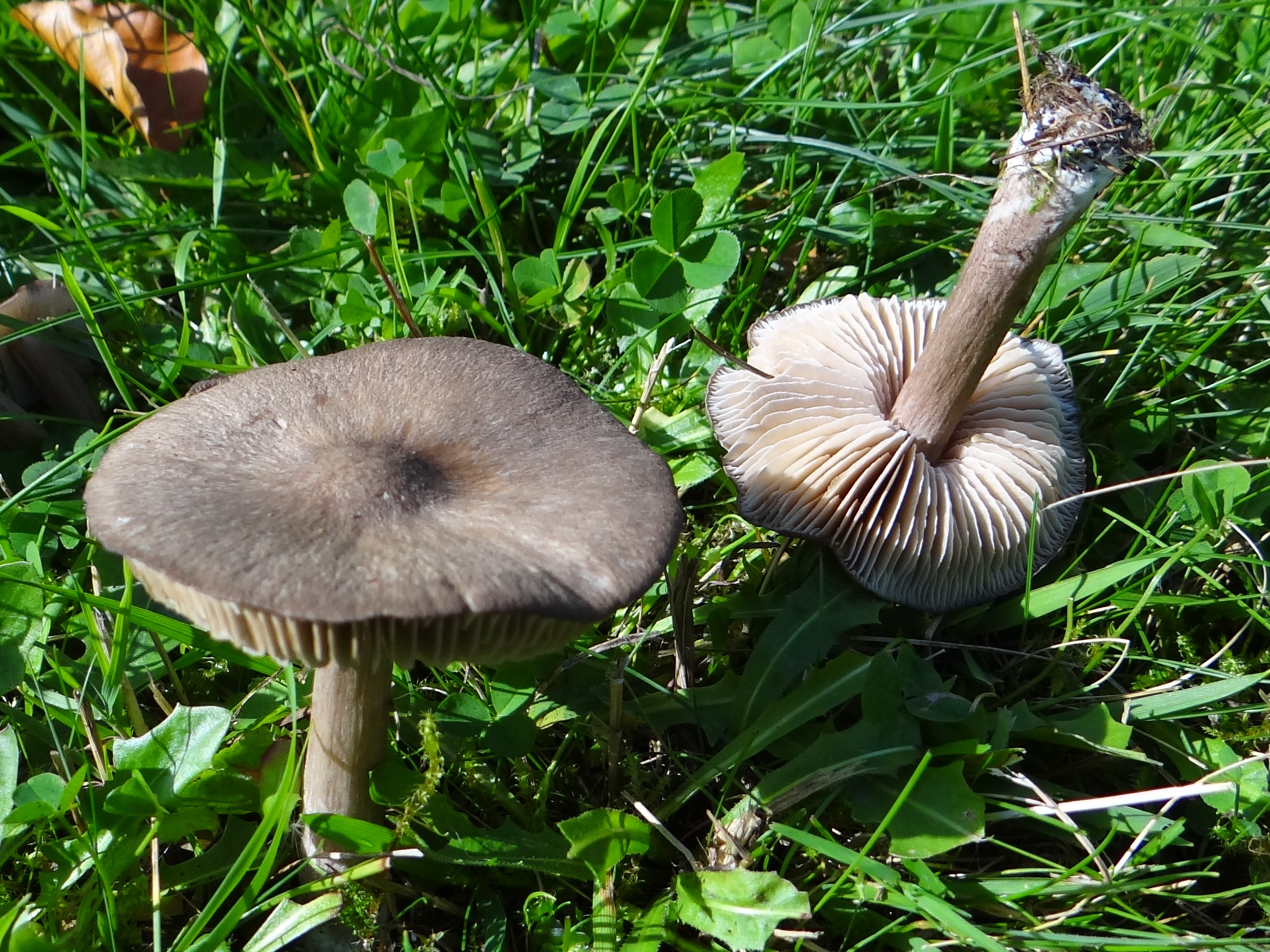
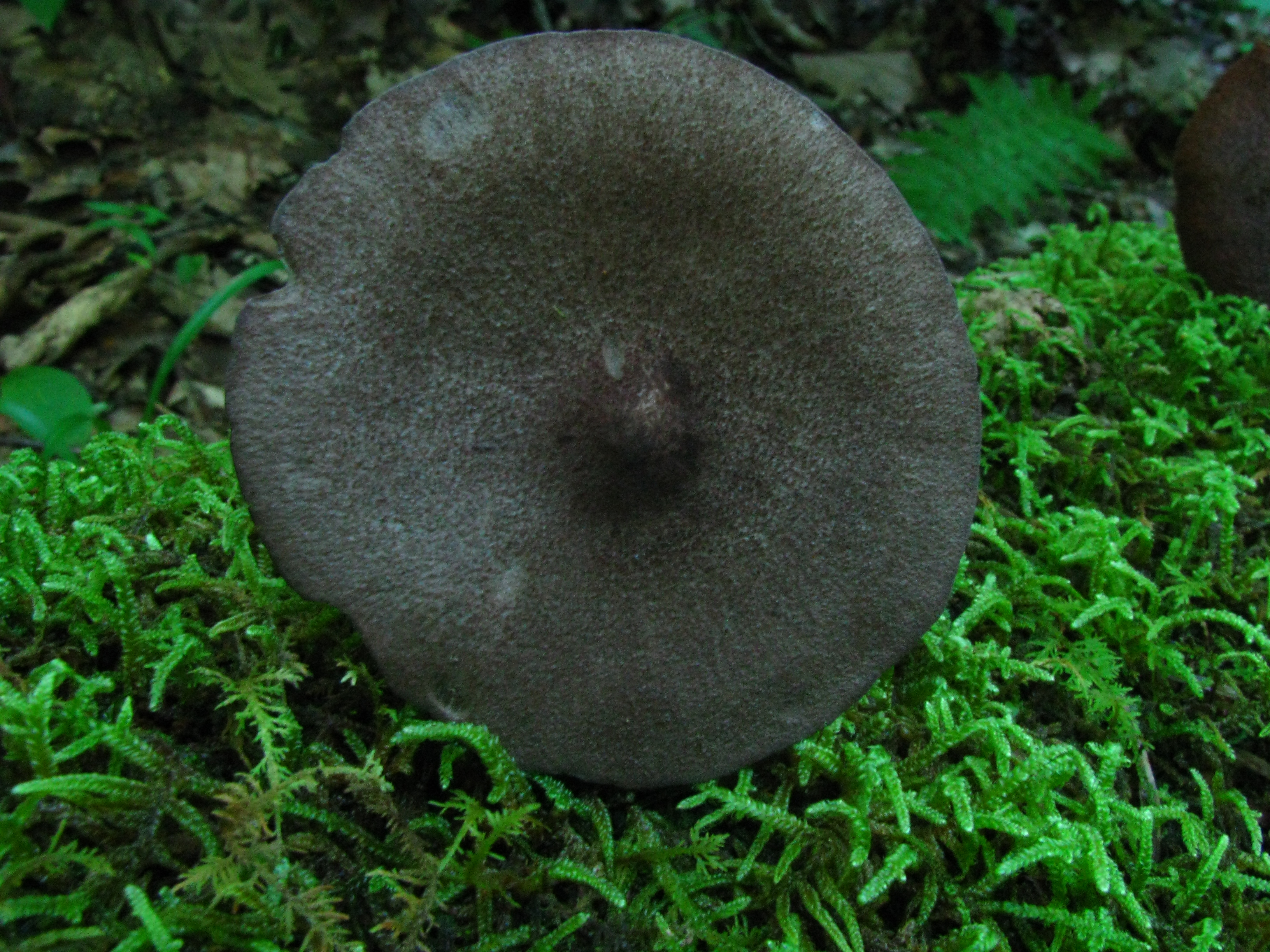
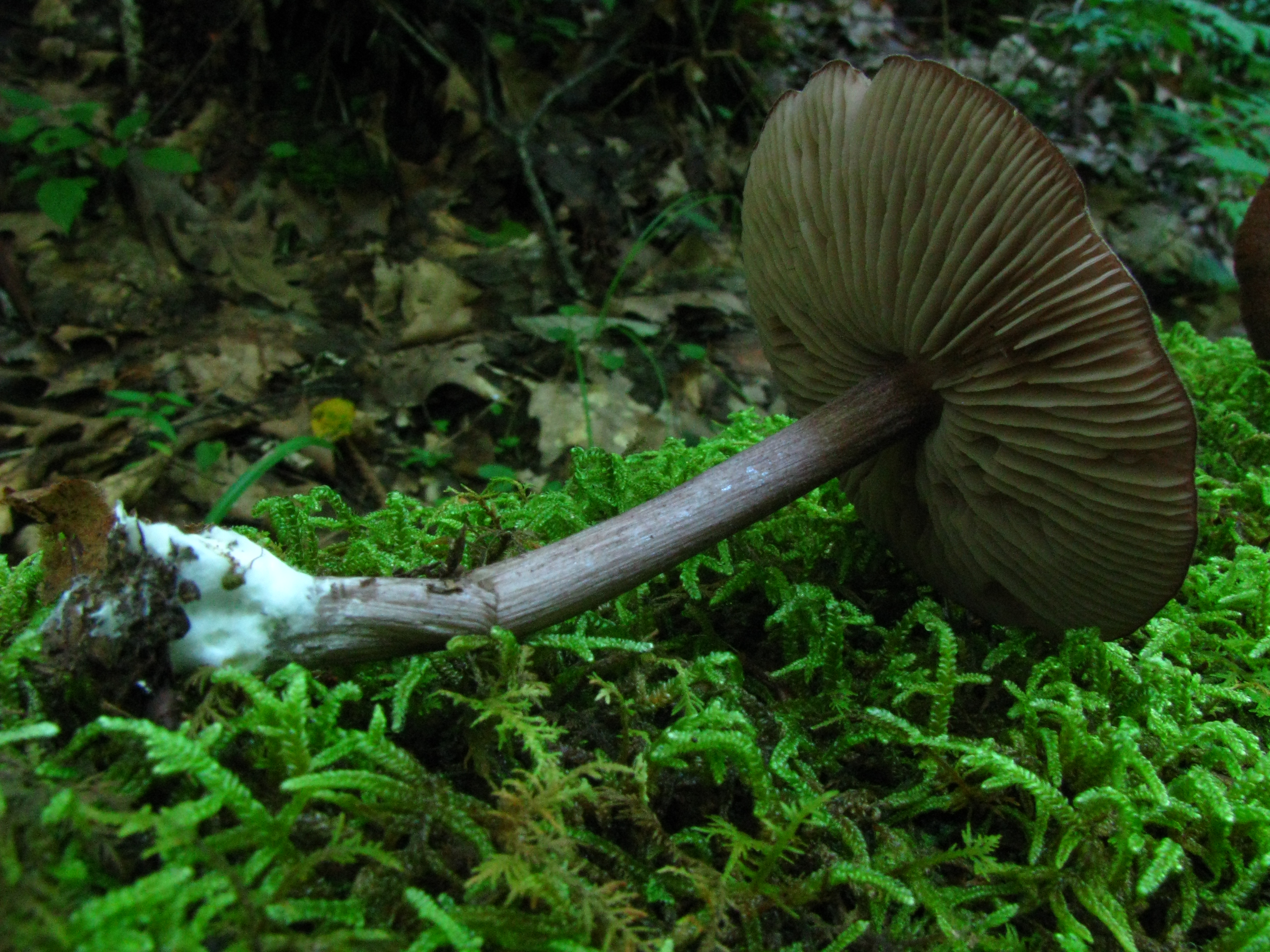